# Winter of Frozen Dreams
Winter of Frozen Dreams is een Amerikaans historisch misdaad-drama uit 2009 onder regie van Eric Mandelbaum. Het verhaal is gebaseerd op de geschiedenis rond de Amerikaanse studente Barbara Hoffman. Zij leidde een geheim leven als prostituee en werd beschuldigd van twee moorden.

## Inhoud

### Proloog
Barbara Hoffman (Thora Birch) moet in 1980 voor de rechter verschijnen om het vonnis aan te horen van het proces dat tegen haar liep. Ze wordt schuldig bevonden aan het vermoorden van Harry Berge (Dan Moran) en onschuldig aan de dood van Gerald 'Jerry' Davies (Brendan Sexton III).

### Verhaal
Davies rijdt in 1977 naar het politiebureau om daar te vertellen dat hij de plek kan aanwijzen waar het dode lichaam van Berge begraven ligt in de sneeuw. Na het ophalen van het lijk, legt hij een verklaring af. Hij vertelt dat hij Berge niet heeft vermoord, maar alleen hielp het lijk te verstoppen. Davies legt uit dat hij gebeld werd door zijn verloofde Hoffman. Bij haar in de badkamer lag de dode Berge met ingeslagen schedel. Volgens haar lag hij daar al toen ze thuiskwam en heeft ze met de dood van Berge niets te maken. Ze vertelt Davies dat ze vermoedt dat haar pooier Ken Curtis (Dean Winters) waarschijnlijk op deze manier van haar af wil door haar hiervoor de gevangenis in te laten draaien. Davies verborg daarna samen met haar de dode Berge in een berg sneeuw. Omdat hij later bedacht dat hij beter alles eerlijk kon vertellen om samen met Hoffman met een schone lei een toekomst op te kunnen bouwen, is hij alsnog naar de politie gekomen.
Inspecteur Chuck Lulling (Keith Carradine) gaat de zaak onderzoeken, maar Hoffman wil niet met hem praten. Ze vindt het niet leuk dat Davies hun afspraak geschonden heeft door toch naar de politie te gaan, maar blijft bij hem. Hoewel hij haar verloofde is, doen ze niet aan seks. Ze heeft Davies verteld dat dit is omdat seks haar werk is en ze thuis niet met haar werk bezig wil zijn. Hij is daarmee akkoord zolang ze maar bij hem blijft. De middelbare Berge was een fabrieksarbeider en als vrijgezelle man vaste klant van Hoffman. Hun omgang was niet alleen seksueel, maar ook sociaal. Ze voerden gesprekken, gingen bowlen en zij deed zich tegenover zijn collega's voor als zijn verloofde. Berge liet ook wettelijk vastleggen dat Hoffman zijn verloofde was. In het geval van zijn overlijden moest zijn levensverzekering uitgekeerd worden aan haar. Zij werd onder het samen bedachte pseudoniem Linda Millar in de papieren gezet. Van dit pseudoniem was ook Davies op de hoogte.
Wanneer Lulling met pooier Curtis gaat praten, wil die niets zeggen totdat de inspecteurs dreigen zijn partner Sam Caro voor beide moorden te laten opdraaien als hij niet praat. Caro zit vast omdat hij betrapt werd met twee kilo cocaïne en aangezien Lulling bijna met pensioen gaat, vindt hij het geen probleem Caro van nog wat meer te beschuldigen. De mannen die hij onderzoekt zijn toch altijd wel ergens schuldig aan. Curtis vertelt Lulling dat Hoffman hem vertelde dat ze stopte met werken voor hem. Volgens hem claimde ze dat ze ging trouwen met haar verloofde, die een levensverzekering ter waarde van $750.000,- zou hebben afgesloten met haar als enige begunstigde. Volgens Curtis vertelde ze hem dat haar verloofde tijdens hun huwelijksreis in Mexico vervolgens 'per ongeluk' zou sterven aan botulisme middels een voedselvergiftiging.
De inspecteurs achterhalen dat Hoffman naast prostituee een studente biochemie is met een IQ van 145. Voor het veroorzaken van botulisme is ze daarmee meer dan capabel genoeg. Enerzijds kunnen ze zich niet voorstellen dat Hoffman met haar intelligentie zoiets voor de hand liggends zou doen, maar anderzijds ook niet dat ze daarmee de prostitutie inging. De levensverzekering van Berge blijkt niet hoger te zijn dan $35.000, maar die van Davies $750.000,- Hoewel hij als audio-monteur $9000,- per jaar verdient, is hij volgens de papieren ook een stille vennoot in Jans Health Spa. Volgens Davies zelf was dat alleen een smoes om het hoge uitkeringsbedrag te bewerkstelligen. Een politieagent houdt hem nauwlettend en opzichtig in de gaten vanaf dat moment, omdat hij dood van grote financiële waarde is voor Hoffman. Nadat zijn buurvrouw klaagt over lawaai, vindt de agent hem toch overleden in zijn badkuip met een leeg potje valium. De patholoog-anatoom concludeert niettemin dat Davies een reguliere hoeveelheid valium slikte, maar dat zijn lijk enorm naar gebrande amandelen ruikt, wat duidt op de aanwezigheid van cyanide. Van deze stof had Hoffman een aanzienlijke hoeveelheid verpakt in aluminiumfolie in huis. Het is alleen niet onaannemelijk dat Davies het poeder zelf innam nadat hij het aanzag voor cocaïne. Omdat er in het lichaam van Berge ook een enorme hoeveelheid cyanide wordt gevonden, wordt Hoffman aan zijn dood wel schuldig bevonden.

### Epiloog
Na het horen van het vonnis vraagt Hoffman aan de rechter of ze een verklaring mag afleggen. Daarin zegt ze dat ze ongeacht het oordeel van de jury onschuldig is aan de dood van beide mannen.

## Rolverdeling
| - Thora Birch - Barbara Hoffman - Brendan Sexton III - Gerald 'Jerry' Davies - Dan Moran - Harry Berge - Keith Carradine - Detective Chuck Lulling - Leo Fitzpatrick - Couture - Dean Winters - Ken Curtis - Scott Cohen - Eisenberg - Adam Ferrara - Burr - Colleen Camp - Davies' moeder - Derek Cecil - Jim Doyle - Tony Cucci - Hanrahan - Marsha Dietlein - Sara | - Ed Kershen - Ryan - John O'Creagh - O'Donohue - Jeff Burchfield - Brendan - Justin Alvis - Officer Hummel - Aya Cash - Eve - Michael De Nola - Ryan - Pete Postiglione - Officer Pollack - Rich Lounello - Officer Striker - Daniel Asher - Officer Johnson - Tom O'Rourke - Baumann - Steven Randazzo - Ken Buhrow |

## Nasleep
De echte Barbara Hoffman werd veroordeeld tot een levenslange gevangenisstraf. Ze stemde nooit in met interviews om naar buiten toe over de zaak te praten. Daarnaast werkte ze nooit mee met commissies die haar voorwaardelijk in vrijheid zouden kunnen stellen. Ze heeft haar verklaring dat ze onschuldig is aan de dood van zowel Davies als Berge nooit herroepen.